# مائو یی
مائو یی (انگلیسی: Mao Yi؛ زادهٔ ۱۶ سپتامبر ۱۹۹۹) ژیمناست هنری اهل چین است.